# Urung
Urung is een bestuurslaag in het regentschap Karimun van de provincie Riau-archipel, Indonesië. Urung telt 3.721 inwoners (volkstelling 2010).